# Willi Kaidel
Willi Kaidel est un rameur allemand, né le 20 avril 1912 à Schweinfurt et mort le 2 avril 1978 à Schweinfurt.

## Biographie

### Palmarès

#### Aviron aux Jeux olympiques
- 1936 à Berlin,  Allemagne
  -  Médaille d'argent en deux de couple avec Joachim Pirsch[1]